# Terrorismo y comunismo
Terrorismo y comunismo: una respuesta a Karl Kautsky (en alemán: Terrorismus und Kommunismus: Anti-Kautsky; en ruso: Терроризм и Коммунизм) es un libro del líder del Partido Comunista Soviético León Trotski. Publicado por primera vez en alemán en agosto de 1920, el breve libro fue escrito contra una crítica de la Revolución Rusa, La dictadura del proletariado, publicado el año anterior en Viena, Austria, por el destacado marxista Karl Kautsky.
El libro de Trotski, cuya primera edición en inglés llevaba el título La defensa del terrorismo, descarta la noción de democracia parlamentaria para gobernar la Rusia soviética y defiende el uso de la fuerza contra los oponentes a la revolución por parte de la dictadura del proletariado.

## Historia

### Apertura del debate con Kautsky

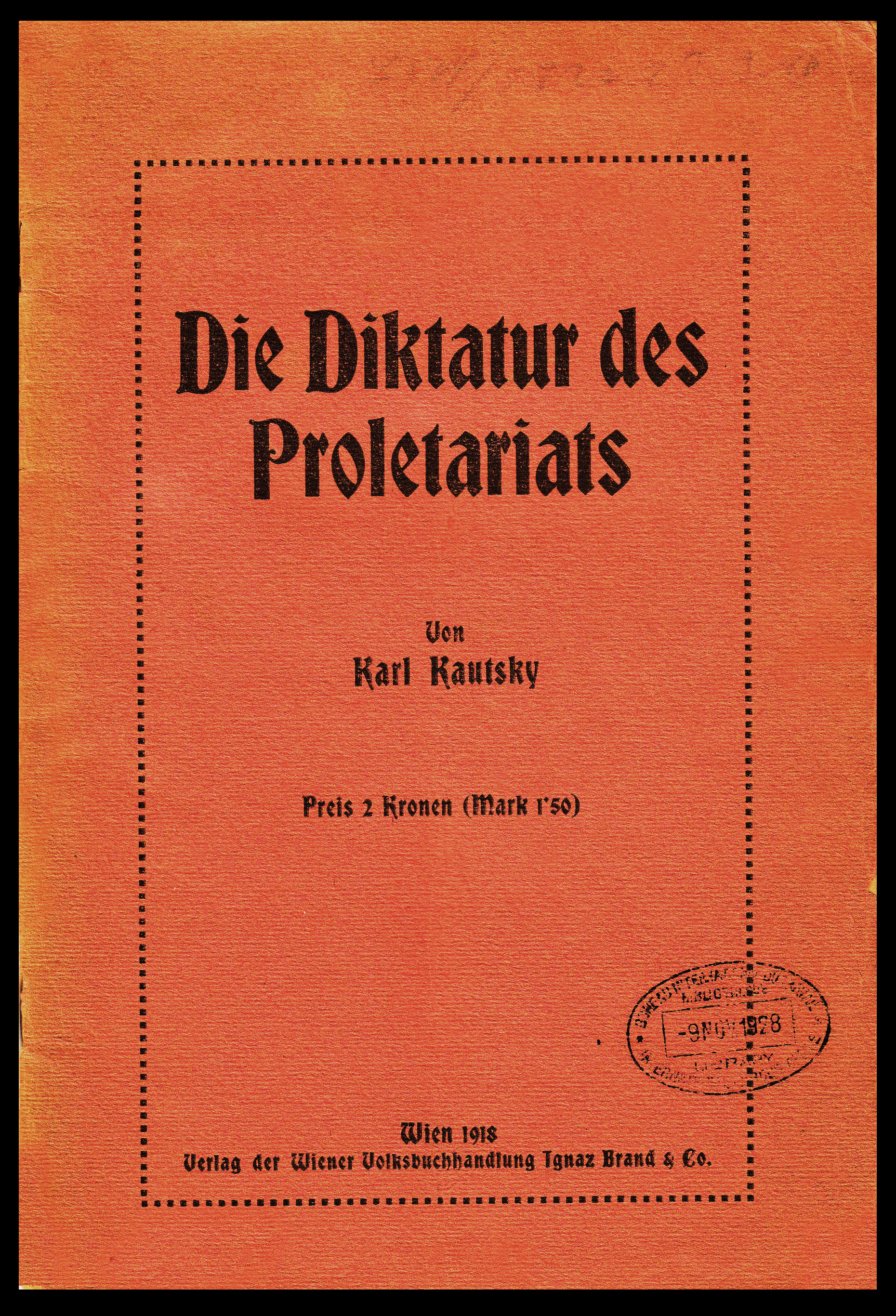
El debate con Karl Kautsky comenzó con la publicación del folleto Die Diktatur des Proletariats (La dictadura del proletariado) en Viena en 1918.

A principios de agosto de 1918, pocos meses después de la Revolución Bolchevique de noviembre de 1917 que llevó al Partido Comunista al poder en Rusia, el marxista europeo Karl Kautsky publicó un tratado político de oposición, La dictadura del proletariado, en el que acusaba a los bolcheviques de fomentar la guerra civil debido a su incumplimiento de las normas del sufragio universal. El panfleto de Kautsky, Die Diktatur des Proletariats (La dictadura del proletariado), afirmaba que la única manera de controlar el crecimiento de la burocracia y el militarismo y defender los derechos de los disidentes políticos era a través de una democracia parlamentaria basada en elecciones libres y que Lenin y sus asociados políticos habían cometido un grave error al apartarse de la práctica democrática en favor de un electorado restringido y el uso de la fuerza extraparlamentaria.
Los bolcheviques habían buscado un amplio apoyo internacional de los socialistas de todo el mundo con miras a lograr una revolución mundial en un calendario comparativamente corto y el líder del Partido Bolchevique, Lenin, consideró el libro fuertemente crítico de Kautsky como una traición flagrante a la Revolución Rusa y una grave amenaza a la misión socialista revolucionaria. Se consideró fundamental contrarrestar la oposición pública del mundialmente famoso marxista Kautsky. Lenin respondió rápidamente al libro de Kautsky con un amargo contraataque, el breve libro La revolución proletaria y el renegado Kautsky , escrito en octubre y noviembre de 1918.
Lenin arremetió contra el panfleto de Kautsky como el "ejemplo más lúcido de esa absoluta e ignominiosa quiebra de la  Segunda Internacional de la que los socialistas honestos de todos los países han estado hablando durante mucho tiempo".
 

Acusó que Kautsky había despojado al marxismo de su "espíritu vivo revolucionario" al rechazar los "métodos revolucionarios de lucha", convirtiendo así a Karl Marx en "un liberal común y corriente".  Citando a Friedrich Engels como una autoridad, Lenin sostuvo que "la revolución proletaria es imposible sin la destrucción por la fuerza de la máquina estatal y su sustitución por una nueva". No se anduvo con rodeos al afirmar como una "clara verdad" que:
"La dictadura es un gobierno basado directamente en la fuerza y no restringido por ninguna ley".

 "La dictadura revolucionaria del proletariado es un gobierno ganado y mantenido mediante el uso de la violencia por parte del proletariado contra la burguesía, un gobierno que no está restringido por ninguna ley".
Lenin rechazó la interpretación parlamentaria y legalista de Kautsky de las ideas de Marx y Engels, sosteniendo que Kautsky sabía bien que ambos habían "hablado repetidamente sobre la dictadura del proletariado, antes y especialmente después de la Comuna de París" de 1871, y que Kautsky había intencionalmente hizo una "monstruosa distorsión del marxismo" para reforzar sus propias ideas políticas moderadas.

### Terrorismo y comunismode Kautsky (1919)

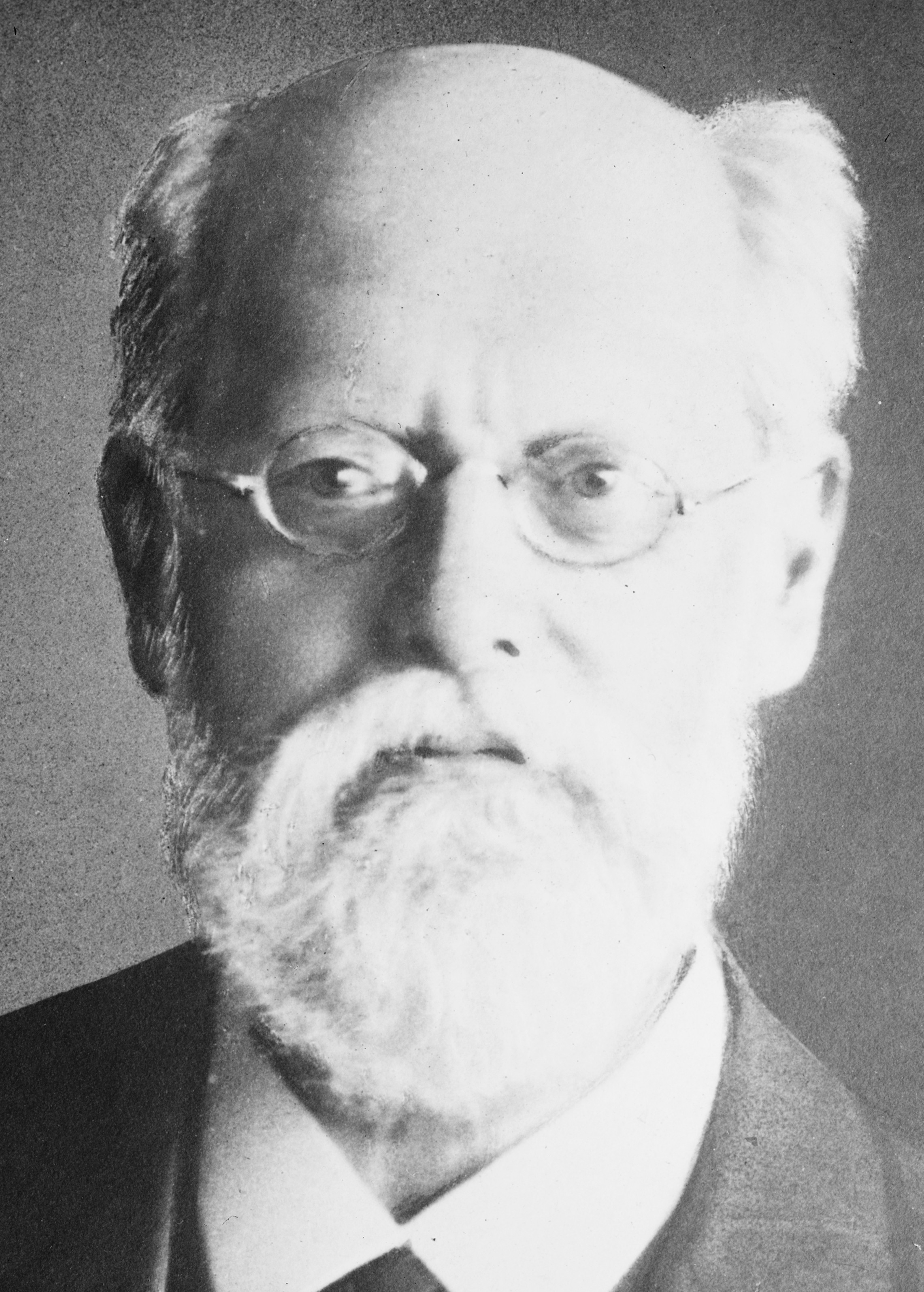
Karl Kautsky, considerado el "papa del marxismo" a principios del, motivó a Trotski a escribir Terrorismo y comunismo publicando un folleto con el mismo nombre.

Kautsky respondió al contraataque de Lenin con un segundo panfleto sobre el deterioro de la situación política en la Rusia soviética, un tratado titulado Terrorismus und Kommunismus: Ein Beitrag zur Naturgeschichte der Revolution (Terrorismo y comunismo: una contribución a la historia natural de la revolución), terminado en junio de1919. Mientras Rusia y Alemania se hundían en el caos y la guerra civil, Kautsky lamentaba "un mundo que se hunde bajo la ruina económica y el asesinato fratricida", con socialistas luchando contra socialistas en ambos países "con una crueldad similar a la practicada hace más de medio siglo por los gobiernos de Versalles, carniceros de la Comuna."  Kautsky buscó trazar un paralelo histórico entre la Revolución y la Guerra Civil Rusa en curso con la Revolución Francesa y el Reinado del Terror que siguió, que culminó con el derrocamiento de la revolución por la dictadura militar de Napoleón Bonaparte.
Después de exponer extensamente la dialéctica de la violencia revolucionaria en el contexto histórico francés, Kautsky centró su atención en la sección final de Terrorismo y comunismo en "Los comunistas en acción". Kautsky sostuvo que la Primera Guerra Mundial había brutalizado a la clase trabajadora y la había obligado a retroceder "tanto moral como intelectualmente". La catástrofe social de la guerra había provocado la Revolución Rusa, señaló Kautsky, que condujo al colapso del ejército y a la confiscación por parte del campesinado de propiedades para dividirlas en parcelas individuales de tierra. Los bolcheviques hicieron un uso calculado de esta fuerza elemental, en opinión de Kautsky, "introduciendo la anarquía en el país" a cambio de "tener una mano completamente libre en las ciudades en las que ya habían conquistado a las clases trabajadoras".
Siguió la expropiación masiva de empresas, acusó Kautsky, "sin que se hiciera ningún intento de descubrir si su organización sobre líneas socialistas era posible". El éxito dependía de una "clase obrera bien disciplinada y muy inteligente", sostenía Kautsky, pero en cambio la guerra había minado tanto la inteligencia como la disciplina de los trabajadores, dejando sólo a "los sectores más ignorantes y menos desarrollados de la clase trabajadora con la más salvaje emoción". El resultado había sido el colapso económico.

En opinión de Kautsky, había surgido un nuevo sistema de brutalidad:
"La burguesía... aparece en la República Soviética como una especie humana especial, cuyas características son indestructibles. Así como un negro sigue siendo un negro, un mongol sigue siendo un mongol, cualquiera que sea su apariencia y cómo se vista; Así, un burgués sigue siendo burgués, aunque se convierta en mendigo o viva de su trabajo..."

"La burguesía se ve obligada a trabajar, pero no tiene derecho a elegir el trabajo que entiende y que mejor corresponde a sus capacidades. Al contrario, se ve obligada a realizar el trabajo más sucio y objetable. A cambio, no reciben raciones aumentadas, sino mínimas, que apenas bastan para calmar su hambre: sus raciones de alimentos no equivalen más que a una cuarta parte de las de los soldados y de los trabajadores empleados en las fábricas dirigidas por la República Soviética. [...] De todo esto no percibimos ningún signo de ningún intento de colocar al proletariado en un nivel superior, de elaborar una "forma de vida nueva y superior", sino simplemente la sed de venganza por parte del proletariado en su forma más primitiva." 
Kautsky criticó específicamente al líder bolchevique León Trotski, reprendiéndolo por haber tomado el poder a pesar de un conocimiento previo admitido de que la clase obrera rusa y la intelectualidad revolucionaria que actuaba en su nombre habían carecido de "la organización necesaria, la disciplina necesaria y la educación histórica necesaria". " para establecer con éxito un nuevo régimen económico y político. La corrupción había florecido después y la producción económica había caído hasta un punto cercano al colapso total.
Al darse cuenta pronto de la necesidad de expertos técnicos, Kautsky cita la admisión de Trotski de que se había utilizado la violencia para destruir sin piedad las organizaciones de "saboteadores" usando la coerción para transformar "a los saboteadores de ayer en sirvientes, administradores y gerentes técnicos, dondequiera que el nuevo régimen lo exija". Había surgido una nueva administración centralizada, sostenía Kautsky, una en la que "el absolutismo de la vieja burocracia ha vuelto a la vida en una forma nueva pero... de ninguna manera mejorada". Nuevas formas de Kautsky acusó que estaban surgiendo la especulación y la corrupción, de modo que "el capitalismo industrial, de ser un sistema privado, se ha convertido ahora en un capitalismo de Estado".
Kautsky concluyó que, en última instancia, el uso de la fuerza y los métodos dictatoriales conducirían no al socialismo, sino a algún nuevo sistema social opresivo. Fue a este desafío al que debía responder León Trotski.

### Terrorismo y comunismode Trotski (1920)

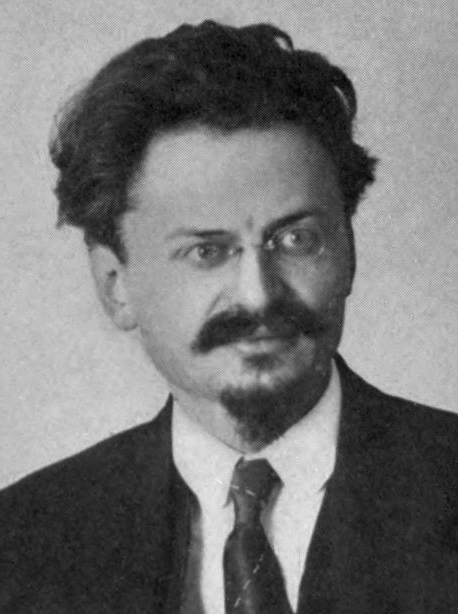
León Trotski tal como aparecía cuando escribió Terrorismo y comunismo en la primavera de 1920.

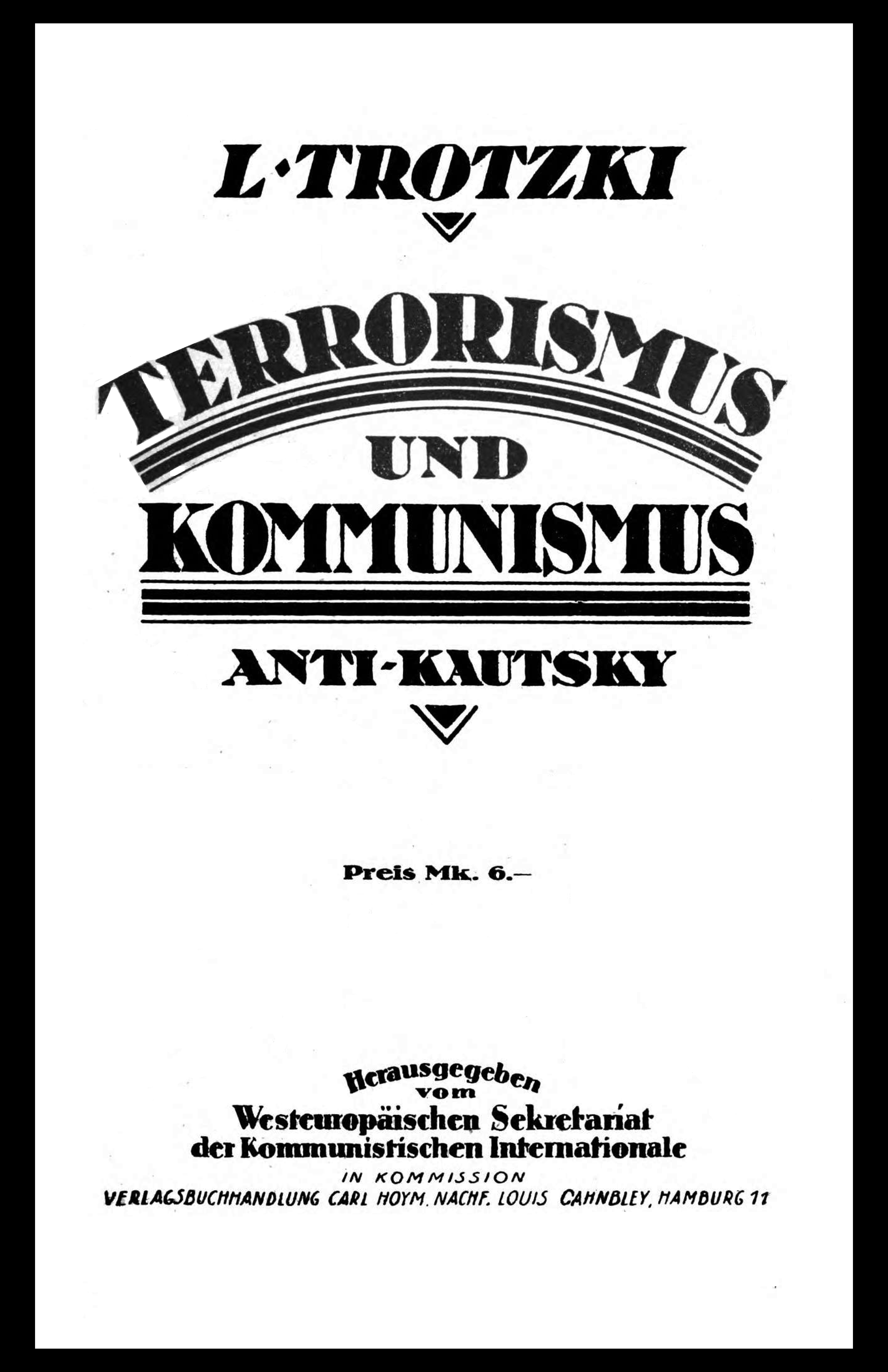
Primera edición alemana de Terrorismus und Kommunismus: Anti-Kautsky de Trotsky, publicada en Hamburgo en agosto de 1920.

Trotski respondió a Kautsky con un breve libro terminado a finales de mayo de 1920 y publicado en Hamburgo en agosto por la editorial del Secretariado de la Internacional Comunista de Europa Occidental con sede en Berlín, Terrorismus und Kommunismus: Anti-Kautsky (Terrorismo y comunismo: El anti-Kautsky). El libro fue escrito, recordó Trotski en 1935, dentro de un vagón adjunto a su tren blindado durante la tumultuosa campaña polaca de la Guerra Civil Rusa. Trotski atribuyó retrospectivamente la dureza del tono del libro al momento y lugar en que fue escrito.

Trotski recordó:
"Mientras la lucha de clases transcurrió entre las orillas pacíficas del parlamentarismo, Kautsky, como miles de otros, se permitió el lujo de la crítica revolucionaria y de perspectivas audaces: en la práctica, éstas no lo vinculaban a nada. Pero cuando la guerra y la Después de la guerra, los problemas de la revolución salieron a la luz, Kautsky tomó definitivamente su posición al otro lado de la barricada y, sin romper con la fraseología marxista, se convirtió, en lugar de ser el paladín de la revolución proletaria, en el defensor de la pasividad. de una capitulación progresiva ante el imperialismo."
En opinión de Max Shachtman, partidario de Trotski, este centró su defensa de las tácticas políticas de la temprana República Soviética en torno a dos cuestiones principales: la cuestión de la toma revolucionaria del poder y "los métodos que debe seguir una revolución socialista para realizar el socialismo". En opinión de Shachtman, Trotski argumentó consistentemente que "circunstancias especiales habían hecho que Rusia estuviera madura para una revolución socialista: la toma del poder", mientras que al mismo tiempo la atrasada nación agraria "no estaba en absoluto madura para el establecimiento de una sociedad socialista". Para esto se necesitaría la ayuda de los países industriales avanzados vecinos y, por lo tanto, "todos los bolcheviques consideraban que la revolución europea era la única salvación de la revolución rusa". Esto requirió la rápida reorganización de los partidos socialistas europeos según el modelo bolchevique, según Trotski, marcada por una escisión del ala izquierda socialista revolucionaria radical de cada uno de su centro y derecha parlamentaria y pacifista.
Con respecto a la reorganización socialista de la economía rusa, Trotski racionalizó y generalizó a partir de las experiencias en curso del comunismo de guerra, que presentaba "ejércitos de trabajo" dirigidos a tareas específicas de una manera cuasi militar y más o menos dictatorial, e instó a una militarización similar de los trabajadores basándose en la experiencia rusa. Trotski abjuró de esta estrategia por considerarla obsoleta cuando Lenin presionó para que se aprobara la Nueva Política Económica un año después, por lo que la parte económica del libro de Trotski fue posteriormente descartada por Shachtman y otros seguidores de Trotski como una transmutación anacrónica de "las conveniencias y necesidades del período de guerra en virtudes y principios." 
Trotski defendió el uso del terror por parte del gobierno soviético contra los enemigos de la Revolución Rusa con argumentos utilitarios. En opinión del historiador intelectual Baruch Knei-Paz, para Trotski "el 'carácter sagrado de la vida humana' no era rechazado en principio; pero no era... un valor tan absoluto como para eclipsar todos los demás valores". De manera similar al principio de autodefensa, Trotski argumentó en Terrorismo y comunismo que "la eliminación de vidas humanas no era sólo un mal necesario sino un acto conveniente en tiempos de revolución", en opinión de Knei-Paz.
Trotski justificó el uso del terror contra los enemigos de la revolución afirmando que su uso fue dirigido y controlado por la propia clase trabajadora y no por un pequeño círculo de individuos en un partido político.  Trotski descartó de plano el uso de la democracia parlamentaria para mantener la revolución socialista, y las demandas para su uso las calificaron de mero "fetichismo". En opinión de Trotski, el parlamentarismo era un manto y una ficción empleados para enmascarar el dominio de las sociedades capitalistas por parte de intereses económicos creados, mientras que la dictadura del proletariado podía hacer uso del poder estatal organizado por parte de la clase trabajadora para aplastar a sus oponentes. y allanar el camino para la transformación social.
El empleo de la fuerza política, de la violencia y el terror, fue esencial e inevitable durante el período de transición revolucionaria del capitalismo al socialismo desde la perspectiva de Trotski. "El hombre que repudia la dictadura del proletariado, repudia la revolución socialista y cava la tumba del socialismo", escribió Trotski.

### Estructura del capítulo
Terrorismo y comunismo (El anti-Kautsky) se divide en nueve capítulos, separados por una introducción y un epílogo. La primera sección del libro, compuesta de cuatro capítulos, trata de las cuestiones políticas prácticas relacionadas con el mantenimiento del poder en la Rusia soviética, de la llamada dictadura del proletariado en teoría y práctica, y de la naturaleza de la democracia y el uso de la fuerza en la Unión Soviética. Contexto ruso. Una sección intermedia de transición compara la Comuna de París con la Revolución Rusa, enfatizando las tácticas políticas y el destino de cada uno y reprendiendo a Kautsky por su falta de fidelidad a la revolución, en la que se contrasta su fracaso con los escritos publicados de Karl Marx.
Siguen dos largos capítulos sobre las políticas políticas y económicas específicas de la Rusia soviética durante el período actual del comunismo de guerra, seguidos de una polémica final titulada "Karl Kautsky, su escuela y su libro".

### Historial de publicaciones
Terrorismo y comunismo es una obra de León Trotski ampliamente reimpresa y traducida a numerosos idiomas. El original en ruso, Terrorizm i Kommunizm, se imprimió en 1920 y fue extraído de los números 10 y 11 de la revista homónima de la Internacional Comunista. Posteriormente, en 1920, siguieron las ediciones en alemán, francés, letón y español El libro apareció al año siguiente en traducciones al inglés, búlgaro, italiano, finlandés y sueco.
En el año 1922 se publicó la primera edición americana del folleto, así como un libro en yiddish y una traducción al lituano a través de una revista. Siguió una edición ucraniana en 1923. En las décadas siguientes, el libro se imprimió en árabe, chino, checo, danés, griego, japonés, serbocroata y turco, con múltiples ediciones en algunos de los idiomas antes mencionados.

### Legado
Terrorismo y comunismo de Trotski motivó otro panfleto de Kautsky, Von der Demokratie zur Staats-Sklaverei: Eine Auseinandersetzung mit Trotzki (De la democracia a la esclavitud del Estado: un debate con Trotski), terminado en agosto de 1921. La obra nunca fue traducida al inglés. En él, Kautsky señalaba la existencia de sequía y hambruna en la Rusia soviética, una situación mortal que, según él, se veía exacerbada por una forma disfuncional de organización agraria, problemas de transporte que resultaban de la interrupción del sistema ferroviario nacional que impedía la importación de alimentos procedentes de zonas sin hambruna y parálisis burocrática.
En esta repetición de 1921, Kautsky volvió a su tema de que Trotski y los bolcheviques habían sido imprudentes al precipitarse hacia la revolución socialista en un país que no estaba preparado para el evento económica o intelectualmente, insinuando que el colapso económico y el hambre eran subproductos inevitables de esta falta de preparación.